# Біда Роман-Осип
Роман-Осип Біда (псевдо: «Гордон»; 28 жовтня 1905, м. Яворів, нині Львівська область — лютий 1942, м. Київ, Бабин Яр) — бойовий референт крайової Команди УВО, діяч ОУН, начальник слідчого відділу української допоміжної поліції в Києві під час німецької окупації.

## Життєпис
Народився 28 жовтня 1905 року в місті Яворів Львівської області, закінчив гімназію.
Член УВО з 1928 року, співробітник бойової референтури УВО, бойовий референт Крайової Команди УВО з червня до кінця 1929 року, співорганізатор акції на «Тарґах Всходніх» у Львові, засуджений 28 червня 1930 до смертної кари, заміненої 10 листопада 1931 на 15 років ув'язнення.
Вийшов на волю 9 вересня 1939 року.
Учасник похідних груп ОУН(м), командир відділу української поліції в Києві, активіст ОУН (м). 
У 1941 році перебував у м.Києві разом з іншими націоналістами ОУН(м), працював у київській поліції.  
За спогадами Ярослава Гайваса Роман брав участь у зібранні керівництва та відомих діячів Києва, яку зібрав генерал М. Капустянський на нараду, щодо дій німців та видані ними накази про збір євреїв. Зокрема, на нараді Роман повідомив присутніх, що його викликають німці на місце збору євреїв. Про плани німців оунівцям не було відомо, проте виникали підозри, тому вирішили, що Біда має поїхати на визначене місце і доповісти на наступній нараді. Романа доставили німці в район Бабиного Яру 29 вересня 1941 р. і з’ясувалося, що його поставили по маршруту руху колони євреїв біля місця, де збирали їхній одяг (він охороняв речі за вказівкою німців). Ввечері того ж дня, відбулась чергова нарада на якій Р.Біда "розказав чимало про жахіття".
Під час свого перебування у Бабиному Яру Роман Біда зумів вивести з колони і врятувати єврейську сім'ю — матір з дитиною, про що врятований хлопчик, на прізвище Альперін, згадував  на початку 1990-х. 
Розстріляний німцями у Бабиному Яру.